# Mahuvar
Mahuvar é uma vila no distrito de Navsari, no estado indiano de Gujarat.

## Demografia
Segundo o censo de 2001, Mahuvar tinha uma população de 9715 habitantes. Os indivíduos do sexo masculino constituem 52% da população e os do sexo feminino 48%. Mahuvar tem uma taxa de literacia de 78%, superior à média nacional de 59,5%: a literacia no sexo masculino é de 81% e no sexo feminino é de 74%. Em Mahuvar, 11% da população está abaixo dos 6 anos de idade.